# Delloreen Ennis-London
Delloreen Alverna Ennis-London (Macca Tree, 5 marzo 1975) è un'ostacolista giamaicana.

## Progressione

### 100 metri ostacoli
| Stagione  | Risultato | Luogo          | Data      | Rank. Mond. |
| --------- | --------- | -------------- | --------- | ----------- |
| 2013      | 12"94     | Kingston       | 23-6-2013 | 44ª         |
| 2012      | 13"00     | Kingston       | 1-7-2012  | 70ª         |
| 2011      | 13"04     | Gainesville    | 16-5-2011 | 61ª         |
| 2010      | 12"71     | New York       | 12-6-2010 | 13ª         |
| 2009      | 12"55     | Berlino        | 19-8-2009 | 8ª          |
| 2008      | 12"54     | Fort-de-France | 8-5-2008  | 6ª          |
| 2007      | 12"50     | Osaka          | 29-8-2007 | 5ª          |
| 2006      | 12"74     | Doha           | 12-5-2006 | 15ª         |
| 2005      | 12"57     | Monaco         | 10-9-2005 | 4ª          |
| 2004      | 12"51     | Kingston       | 27-6-2004 | 5ª          |
| 2003      | 12"70     | Saint George's | 5-7-2003  | 8ª          |
| 2002      | -         | -              | -         | -           |
| 2001      | 12"57     | Siviglia       | 8-6-2001  | -           |
| 2000      | 12"52     | Kingston       | 22-7-2000 | 2ª          |
| 1999      | 12"71     | Kingston       | 19-6-1999 | 7ª          |
| 1998      | 13"27     | Edwardsville   | 23-5-1998 | n/d         |
| 1997      | -         | -              | -         | -           |
| 1996      | 13"53     | n/d            | 26-5-1996 | n/d         |
| 1993/1995 | -         | -              | -         | -           |
| 1992      | 13"81     | Seul           | 17-9-1992 | n/d         |

## Palmarès
| Anno | Manifestazione          | Sede           | Evento   | Risultato  | Prestazione | Note                                                             |
| ---- | ----------------------- | -------------- | -------- | ---------- | ----------- | ---------------------------------------------------------------- |
| 1992 | Mondiali juniores       | Seul           | 100 m hs | Semifinale | 13"81       | Miglior prestazione personale                                    |
| 1994 | Campionati CAC juniores | Port of Spain  | 100 m hs | Argento    | 14"0        |                                                                  |
| 1999 | Mondiali                | Siviglia       | 100 m hs | 7ª         | 12"87       |                                                                  |
| 2003 | Campionati CAC          | Saint George's | 100 m hs | Oro        | 12"70       | Record dei campionati · Miglior prestazione personale stagionale |
| 2004 | Giochi olimpici         | Atene          | 100 m hs | Semifinale | 12"60       |                                                                  |
| 2005 | Mondiali                | Helsinki       | 100 m hs | Argento    | 12"76       |                                                                  |
| 2006 | Giochi del Commonwealth | Melbourne      | 100 m hs | Bronzo     | 13"00       |                                                                  |
| 2007 | Giochi panamericani     | Rio de Janeiro | 100 m hs | Oro        | 12"65       | Record dei Giochi · Miglior prestazione personale                |
| 2007 | Mondiali                | Osaka          | 100 m hs | Bronzo     | 12"50       | Miglior prestazione personale                                    |
| 2008 | Giochi olimpici         | Pechino        | 100 m hs | 5ª         | 12"65       |                                                                  |
| 2009 | Mondiali                | Berlino        | 100 m hs | Bronzo     | 12"55       | Miglior prestazione personale stagionale                         |

## Altre competizioni internazionali
2000
- Bronzo alla IAAF Grand Prix Final ( Doha), 100 metri ostacoli - 12"96

2009
- Bronzo alla IAAF Grand Prix Final ( Salonicco), 100 metri ostacoli - 12"61